# Hendrik III van Glogau
Hendrik III van Glogau (circa 1251/1260 - 3 december 1309) was van 1274 tot 1309 hertog van Glogau, van 1290 tot 1309 hertog van Ścinawa en van 1304 tot 1309 hertog van Żagań. In 1305 bemachtigde hij ook verschillende hertogdommen in Groot-Polen. Hij behoorde tot de Silezische tak van het huis Piasten.

## Levensloop
Hij was de oudste zoon van hertog Koenraad I van Glogau en Salomea van Groot-Polen. Na de dood van zijn vader in 1274 erfde Hendrik III de gebieden rond de steden Glogau, Grünberg, Schwiebus, Wschowa en landen tot aan de Obra en de Warta.
Op 18 februari 1277 werd hertog Hendrik IV van Silezië gevangengenomen door zijn oom, hertog Bolesław II van Liegnitz, en naar de burcht van Lähn versleept. Hendrik III en zijn neef Przemysł II van Groot-Polen vormden daarop een alliantie om Hendrik IV vrij te krijgen en stuurden een leger naar Bolesław II. De neven leden echter op 24 april 1277 een nederlaag en vervolgens werd er met de hulp van koning Ottokar II van Bohemen op 13 juli een wapenstilstand gesloten. In aanwezigheid van Hendrik III en andere Poolse hertogen werd vervolgens op 22 juli 1277 afgesproken om Hendrik IV terug vrij te laten. Waarschijnlijk als dank voor zijn inspanningen kreeg Hendrik III daarop het gebied rond de stad Krosno.
In de strijd tussen Ottokar II van Bohemen en Rudolf I van Habsburg om de macht van het Heilige Roomse Rijk stond Hendrik III aan de zijde van Ottokar II. In 1278 zou hij samen met hertog Wladislaus I van Opole en Przemysł II van Groot-Polen aan de zijde van Bohemen gevochten hebben bij de Slag bij Dürnkrut, waarbij Ottokar II definitief verslagen werd en sneuvelde. In 1281 werden hij, hertog Hendrik V van Liegnitz en Przemysł II van Groot-Polen bij een vergadering van de hertogen uit het Piasten nabij de stad Jauer dan weer gevangengenomen door hertog Bolko I van Schweidnitz en diens broer Bernard van Löwenberg. Nadat ze na een korte gevangenschap beloofden om Bolko I en Bernard tegen iedereen te verdedigen, werden de drie opnieuw vrijgelaten.
In 1289 vochten Hendrik III en zijn broer Przemko van Ścinawa opnieuw aan de zijde van hertog Hendrik IV van Silezië. Na de dood van groothertog Leszek II van Polen in 1288 was die namelijk met de steun van de Duitstalige burgerij van Krakau groothertog van Polen geworden. In deze functie werd Hendrik IV echter bestreden door Wladislaus de Korte en hertog Bolesław II van Płock. Tijdens de strijd sneuvelde zijn broer Przemko echter nabij de stad Siewierz, waarna Hendrik III het hertogdom Ścinawa erfde. 
In 1290 overleed hertog Hendrik IV van Silezië zonder nakomelingen na te laten. Hij liet het hertogdom Silezië-Breslau na aan Hendrik III, die daarop met de steun van bisschop Thomas II van Breslau de regering van dit hertogdom op zich nam. De gebieden van Hendrik IV waren sinds eind jaren 1270 echter leengebied van Rudolf I van Habsburg en in het afgesproken erfverdrag stond dat als Hendrik IV kinderloos zou sterven, zijn gebieden direct in handen van Rudolf zouden komen. Rudolf weigerde dan ook om Hendrik III het hertogdom Silezië-Breslau te laten besturen. Daarop gaf Rudolf in een op 25 september 1290 afgesloten verdrag het hertogdom aan koning Wenceslaus II van Bohemen, die het op zijn beurt als leen aan hertog Hendrik V van Liegnitz schonk.
Na de dood van bisschop Thomas II van Breslau in 1292, werd de broer van Hendrik III, domproost Koenraad van Breslau, door een deel van de domkapittel verkozen tot zijn opvolger. Uiteindelijk werd echter Johan III Rotka, een lid van de domkapittel, tot bisschop verkozen. Hendrik III was hier zeer ontgoocheld mee aangezien hij het hertogdom Żagań zou verwerft hebben als Koenraad bisschop zou geworden zijn. Omdat Hendrik III nogal vijandig was tegenover Johan III Rotka, werd hij in 1293 korte tijd geëxcommuniceerd, waardoor Hendrik III de privileges van de kerk moest herbevestigen.
Hetzelfde jaar kwam het opnieuw tot een conflict tussen Hendrik III en Hendrik V van Liegnitz om de erfenis van Hendrik IV van Silezië. Hendrik III slaagde er door verraad in om Hendrik V gevangen te nemen. Nadat Hendrik V in mei 1294 de gebieden rond de steden Oels, Bernstadt, Konstadt, Namysłów, Kreuzburg en Byczyna had afgestaan aan Hendrik III en de garantie had gegeven dat hij geen wraak zou nemen, werd hij terug vrijgelaten. 
Als neef van de kinderloze hertog Przemysł II maakte Hendrik III van Glogau aanspraken op zijn erfenis en kreeg hiervoor concurrentie van hertog Bolko I van Schweidnitz en Wladislaus de Korte. Nadat Przemysł in 1295 ook koning van Polen was geworden, kon Hendrik III ook aanspraak maken op de Poolse troon. Toen Przemysł II in februari 1296 om het leven kwam, erkende de adel van Groot-Polen zowel de aanspraken van Hendrik III, Wladislaus de Korte als de markgraven van Brandenburg. Wladislaus de Korte wou ook verhinderen dat Hendrik III koning van Polen zou worden door hem het geërfde gebied ten westen van de Obra te schenken en Hendrik IV, de zoon van Hendrik III, te willen adopteren. Hendrik IV zou dan ook de heerschappij van het hertogdom Posen krijgen. Het verdrag hield echter niet stand omdat Wladislaus de Korte het niet naleefde, waarna hij tot vijandelijkheden tussen Hendrik III en Wladislaus kwam. Hendrik III wou daarop steun zoeken bij Bohemen, door onder meer in 1297 aanwezig te zijn bij de kroning van Wenceslaus II.
Omdat Hendrik III in zijn strijd tegen Wladislaus de Korte gesteund werd door de geestelijkheid, voelde hij zich in 1298 verplicht om de privileges van de bisdommen Gniezno, Posen en Koejavië te beschermen. Als Hendrik III de steun van de bisschoppen zou krijgen om koning van Polen te worden, beloofde hij zelfs om het kanselierschap aan de bisschop van Posen te geven. Zover kwam het echter niet, omdat het koning Wenceslaus II van Bohemen lukte om in augustus 1300 tot koning van Polen gekroond te worden. 
Na de dood van zijn kinderloze broer Koenraad in augustus 1304, erfde Hendrik III het hertogdom Żagań. Toen koning Wenceslaus II van Bohemen in 1305 stierf en zijn zoon Wenceslaus III in 1306 werd vermoord, kon Hendrik III zijn Poolse aanspraken deels doorzetten door het hertogdom Posen en vele andere delen van Groot-Polen te bemachtigen. In 1309 overleed hij, waarna hij begraven werd in de cisterciënzersabdij van Lebus.
Zijn omvangrijke bezittingen gingen naar zijn vijf zonen, die tot in 1312 onder de voogdij van hun moeder Mathilde van Brunswijk stonden. Vanaf 1312 bestuurden ze de gebieden van hun vader samen, om ze later onderling te verdelen. In 1314 verloren ze hun gebieden in Groot-Polen echter aan Wladislaus de Korte.

## Huwelijk en nakomelingen
In 1291 huwde hij met Mathilde van Brunswijk, dochter van hertog Albrecht I van Brunswijk. Ze kregen volgende kinderen:
- Hendrik IV (1292-1342), hertog van Żagan
- Koenraad I (1294-1366), hertog van Oels
- Bolesław (1295-1321), hertog van Oels
- Agnes (1296-1361), huwde in 1309 met hertog Otto III van Beieren en in 1329 met graaf Alram van Hals
- Salomea (1297-voor 1309)
- Jan (1298-1365), hertog van Ścinawa
- Catharina (1300-1323/1326), huwde voor 1317 met markgraaf Johan V van Brandenburg en in 1319 met graaf Johan III van Holstein-Kiel
- Przemko II (1305-1331), hertog van Glogau
- Hedwig (1308-voor 1309)